# Palau High School
Palau High School (PHS) ist eine Senior High School in der Stadt Koror, in Palau. Sie ist die einzige öffentliche High School des Landes, und die erste High School die in Palau gegründet worden ist. Sie wird vom Ministry of Education verwaltet und von der Western Association of Schools and Colleges (WASC) akkreditiert.

## Geschichte
Die Schule wurde als Palau Intermediate School 1946 gegründet. Zunächst gab es nur die Klassenstufen 6–9, aber 1962 erhielt sie ihren heutigen Namen und wurde endgültig zur High School.
Die heutigen Gebäude wurden in den späten 1960ern bis Mitte der 1970er erbaut, als zusammen mit mehreren anderen öffentlichen High Schools  im Treuhandgebiet Pazifische Inseln mit Finanzierung durch die Vereinigten Staaten gebaut wurden.